# NGC 4174
NGC 4174 је лентикуларна галаксија у сазвежђу Береникина коса која се налази на NGC листи објеката дубоког неба.
Деклинација објекта је + 29° 8' 57" а ректасцензија 12h 12m 26,9s. Привидна величина (магнитуда) објекта NGC 4174 износи 13,5 а фотографска магнитуда 14,4. NGC 4174 је још познат и под ознакама UGC 7206, MCG 5-29-34, CGCG 158-44, KUG 1209+294B, ARAK 351, HCG 61D, PRC C-39, MK 761, The Box, PGC 38906.